# Vanessa ardea
Vanessa ardea är en fjärilsart som beskrevs av Hans Fruhstorfer. Vanessa ardea ingår i släktet Vanessa och familjen praktfjärilar. Inga underarter finns listade i Catalogue of Life.